# 長野県道351号山田温泉線
長野県道351号山田温泉線（ながのけんどう351ごう やまだおんせんせん）は、長野県上高井郡高山村を通る一般県道である。

## 概要

### 路線データ
- 起点 : 長野県上高井郡高山村大字奥山田字山田温泉（山田駐在所、長野県道66号豊野南志賀公園線交点）
- 終点 : 長野県上高井郡高山村大字牧字牧（長野県道112号大前須坂線交点）

## 交差する道路
- 長野県道66号豊野南志賀公園線
  - 長野県上高井郡高山村大字奥山田字山田温泉（起点）
- 長野県道112号大前須坂線
  - 長野県上高井郡高山村大字牧字牧（終点）

## 周辺
- 山田温泉
- 山田駐在所
- 子安温泉